# Banca del Ceresio
Die Banca del Ceresio SA mit Sitz in Lugano ist eine Schweizer Privatbank. Ihre Kernaktivität umfasst die Vermögensverwaltung, das Private Banking sowie das Anlagefondsgeschäft, insbesondere im Bereich der Hedgefonds. Die Banca del Ceresio befindet sich vollständig im Besitz der Tessiner Bankiersfamilie Foglia. Die verwalteten Kundenvermögen lagen per Ende September 2008 bei rund 10,1 Milliarden Schweizer Franken.
Gegründet wurde die Banca del Ceresio 1958 durch die Brüder Gianbattista und Alberto Foglia, die die Bankierstradition ihres Vaters Antonio Foglia weiterführten. Antonio Foglia, selber Bankier und Börsenmakler, war in den Nachkriegsjahren Präsident der Mailänder Börse. Die Banca del Ceresio gilt als erster Hedgefondsspezialist der Schweiz. Sie ist in diesem Bereich seit Anfang der 1960er Jahre tätig und pflegt seit den Anfangszeiten eine enge Beziehung mit George Soros, in dessen Quantum Group of Funds die Foglias verschiedentlich u. a. als Vorstandsmitglieder vertreten sind. 